# Temple de la renommée de l'Association mondiale de hockey
Pour les articles homonymes, voir Temple de la renommée.
Le Temple de la renommée de l'Association mondiale de hockey se situe à Eveleth dans l'État du Minnesota aux États-Unis. Il est créé en 2009.

## Liste des membres
| Nom                  | Catégorie      | Année |
| -------------------- | -------------- | ----- |
| Serge Bernier        | Attaquant      | 2010  |
| Christian Bordeleau  | Attaquant      | 2012  |
| Réal Cloutier        | Attaquant      | 2010  |
| Robbie Ftorek        | Attaquant      | 2010  |
| Anders Hedberg       | Attaquant      | 2010  |
| Bobby Hull           | Attaquant      | 2010  |
| Andre Lacroix        | Attaquant      | 2010  |
| Danny Lawson (en)    | Attaquant      | 2010  |
| Richard Leduc        | Attaquant      | 2012  |
| Larry Lund (en)      | Attaquant      | 2012  |
| Ulf Nilsson          | Attaquant      | 2010  |
| Kent Nilsson         | Attaquant      | 2010  |
| Terry Ruskowski      | Attaquant      | 2010  |
| Marc Tardif          | Attaquant      | 2010  |
| Mike Walton          | Attaquant      | 2010  |
| Tom Webster          | Attaquant      | 2012  |
| Ted Green            | Défenseur      | 2010  |
| Al Hamilton (en)     | Défenseur      | 2010  |
| Ron Plumb            | Défenseur      | 2010  |
| Rick Ley             | Défenseur      | 2010  |
| Paul Shmyr (en)      | Défenseur      | 2010  |
| Lars-Erik Sjoberg    | Défenseur      | 2010  |
| Pat Stapleton        | Défenseur      | 2010  |
| Jean-Claude Tremblay | Défenseur      | 2010  |
| Richard Brodeur      | Gardien de but | 2010  |
| Gerry Cheevers       | Gardien de but | 2010  |
| Joe Daley            | Gardien de but | 2010  |
| Ron Grahame (en)     | Gardien de but | 2010  |
| Al Smith (en)        | Gardien de but | 2010  |
| Ernie Wakely (en)    | Gardien de but | 2010  |
| Jacques Demers       | Entraîneur     | 2010  |
| Bill Dineen          | Entraîneur     | 2010  |
| Jack Kelley (en)     | Entraîneur     | 2010  |
| Harry Neale          | Entraîneur     | 2010  |
| Howard Baldwin (en)  | Bâtisseur      | 2010  |
| John F. Bassett (en) | Bâtisseur      | 2010  |
| Gary Davidson (en)   | Bâtisseur      | 2010  |
| Ben Hatskin (en)     | Bâtisseur      | 2010  |
| Bill Hunter (en)     | Bâtisseur      | 2010  |
| Dennis Murphy (en)   | Bâtisseur      | 2010  |
| Bill Friday (en)     | Arbitre        | 2012  |
| Mike Gartner         | Légende        | 2012  |
| Michel Goulet        | Légende        | 2012  |
| Wayne Gretzky        | Légende        | 2010  |
| Dave Keon            | Légende        | 2010  |
| Rod Langway          | Légende        | 2012  |
| Frank Mahovlich      | Légende        | 2010  |
| John McKenzie (en)   | Légende        | 2010  |
| Mark Messier         | Légende        | 2010  |
| Jacques Plante       | Légende        | 2010  |
| Glen Sather          | Légende        | 2010  |
| Gordie Howe          | Famille Howe   | 2010  |
| Mark Howe            | Famille Howe   | 2010  |
| Marty Howe           | Famille Howe   | 2010  |
| Colleen Howe (en)    | Famille Howe   | 2010  |